# Poliaspoides leptocarpi
Poliaspoides leptocarpi är en insektsart som först beskrevs av Brittin 1916.  Poliaspoides leptocarpi ingår i släktet Poliaspoides och familjen pansarsköldlöss. Inga underarter finns listade i Catalogue of Life.